# 狄利克雷边界条件
在数学中，狄利克雷边界条件（Dirichlet boundary condition）也被称为常微分方程或偏微分方程的“第一类边界条件”，指定微分方程的解在边界处的值。求出这样的方程的解的问题被称为狄利克雷问题。

## 例子

### 常微分方程
在常微分方程情况下，如
{\displaystyle {\frac {d^{2}y}{dx^{2}}}+3y=1}
在区间{\displaystyle [0,1]}，
狄利克雷边界条件有如下形式：
{\displaystyle y(0)=\alpha _{1}}
{\displaystyle y(1)=\alpha _{2}}
其中{\displaystyle \alpha _{1}}和{\displaystyle \alpha _{2}}是给定的数值。 

### 偏微分方程
一个区域{\displaystyle \Omega \subset R^{n},}上的偏微分方程，如
{\displaystyle \Delta y+y=0}
其中{\displaystyle \Delta }表示拉普拉斯算子，狄利克雷边界条件有如下的形式
{\displaystyle y(x)=f(x)\quad \forall x\in \partial \Omega }
其中{\displaystyle f}是边界{\displaystyle \partial \Omega }上给定的已知函数。

### 工程应用
在热力学中，第一类边界条件的表述为：“将大平板看成一维问题处理时，平板一侧温度恒定。”
半无限大物体在导热方向上，当其边界温度一定为第一类。数学描述为：{\displaystyle T(x,0)=T1;T(0,t)=Ts}